# Marienkirche (Wülfingen)

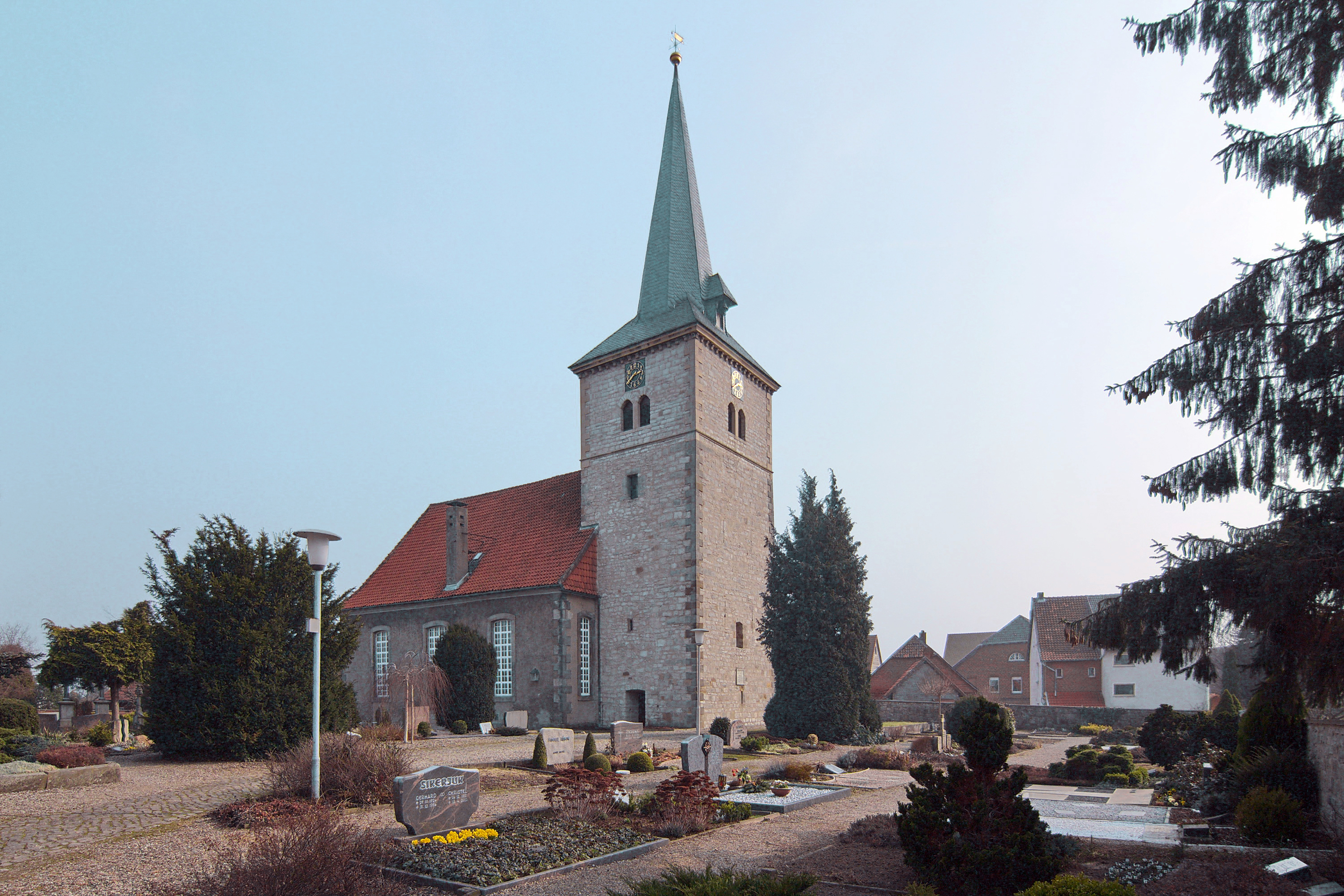
Marienkirche in Wülfingen, rechts vom Kirchturm stand bis zum Ende des 16. Jahrhunderts der Barchfried als Stammsitz der Familie Bock von Wülfingen

Die evangelisch-lutherische Marienkirche ist eine Kirche in Wülfingen, die inmitten des Friedhofes steht.

## Geschichte

### Romanische Kirche
Um 1290 ist die erste Kirche in Wülfingen als Eigenkirche der Patronatsfamilie Bock von Wülfingen errichtet worden. Als Stifter gilt der Ritter Albert Bock von Wülfingen, der die Kirche am 10. März 1293 mit einer Hufe Land ausstattete. Von dieser ersten Kirche sind ein Stück Mauerwerk mit der zugemauerten Tür zwischen Turm und Kirchenschiff im Innenraum der Kirche und der romanische Taufstein mit Weihekreuz im Chor der jetzigen Kirche erhalten geblieben. Ein Pastor mit Namen Johann wird 1324 urkundlich erwähnt.

### Renaissancekirche von 1501
Die zweite Kirche wurde an gleicher Stelle im Jahr 1501 errichtet; sie hatte eine Länge von 60 Fuß (17,53 Meter) und eine Breite von 20 Fuß (5,84 Meter); der gleichzeitig erbaute Turm hatte eine Breite von 18 Fuß (5,26 Meter) und nach dem Aufsatz der Turmspitze im Jahr 1585 eine Höhe von 80 Fuß (23,37 Meter). An die Kirche angebaut war die Sakristei (1501) und ein Leichhaus (1649).
Aus dieser zweiten Kirche sind eine Glocke (1510), die Schlagglocke (1592), das Epitaph des Jobst Bruno Bock von Wülfingen (1596) an der Nordwand der Kirche, die Kronleuchter (1649 und 1716), der Orgelprospekt (1697), eine Grabplatte im Fußboden neben der Sakristei (1719), der Taufengel (1720) über dem Taufstein, der Grabstein der Pastorentochter Louise Hogreve (1721) auf der Rückwand der Kirche und ein Altarbild (um 1750) mit dem Motiv der Kreuzigung auf der Rückwand der Kirche erhalten.
Am 16. April 1543 führte Antonius Corvinus im Auftrag der Herzogin Elisabeth von Calenberg mit einer Kommission die Reformation in Elze durch. Dieser Kommission gehörte u. a. Ordenberg Bock von Wülfingen als Vertreter des Adels an. Da Wülfingen damals zum Archidiakonat Elze gehörte, wurde damit auch Wülfingen evangelisch-lutherisch. Wulbrand Bock von Wülfingen (1500–1583) hat als Kirchenpatron den ersten evangelischen Pastoren Johann Bock in die Wülfinger Pfarrstelle eingesetzt. Der Zeitpunkt ist unbekannt, aber Johann Bock wird 1553 als erster evangelischer Geistlicher in Wülfingen erwähnt.

### Rokoko-Kirche
Der Amtszimmermann Heinrich Knust aus Eldagsen und der Maurermeister Wenth aus Eldagsen bauten die jetzige dritte Kirche in den Jahren 1769 bis 1773 an den vorhandenen Turm an. Der im höfischen Rokokoklassizismus gehaltene Kanzelaltar, der geschnitzte Taufständer und die Innenausstattung sind im Originalzustand erhalten; nur die südlichen Chorbänke wurden um 1980 ausgebaut, damit der romanische Taufstein, der im Freien neben dem Turm stand, im Chorraum der Kirche aufgestellt werden konnte. Der Bildhauer dieses Inventars war der Bildhauer Johann Friedrich Blasius Ziesenis aus Hannover, dessen Kunstwerke in der Neustädter Kirche und in der Kreuzkirche in Hannover im Zweiten Weltkrieg ein Raub der Flammen wurden. Bereits 1767 hatte Johann Friedrich Blasius Ziesenis im Auftrage der Patronatsfamilie einen Entwurf für das Epitaph des Generalleutnants Friedrich Bock von Wülfingen angefertigt. Die Ausführung kam wahrscheinlich wegen der Kosten des Neubaus der Kirche nicht zustande. Der Generalleutnant hatte sich im Siebenjährigen Krieg große Verdienste erworben, die von Friedrich den Großen durch die Schenkung einer goldenen Tabaksdose gewürdigt wurden.
Zu Weihnachten 1771 stellte der Orgelbauer Georg Andreas Almes aus Hildesheim die ehemalige Orgel aus der Vorgängerkirche wieder auf. 1773 scheint die Rokoko-Kirche in allen Teilen fertig geworden zu sein, denn am 26. Oktober 1773 haben der Patron Generalmajor Wilhelm Bock von Wülfingen und der Pastor Ernst Ludolf Hogreve die Verteilung der Sitzplätze in der Kirche vorgenommen. Die Bauern, die Kötner und die Handwerker hatten ihren Sitzplatz im Chorgestühl, ebenso der Lehrer und auf der längeren Bank unter dem Epitaph die Garde du Corps-Reiter, die auf den Bauernhöfen einquartiert waren. Die Knechte saßen oben auf beiden Emporen. Für den Pastor und seine Familie war die Prieche an der Südseite des Altars und für die Kirchenvorsteher und die beiden von Bock’schen Vögte die Prieche auf der Nordseite des Altars bestimmt. Darüber hatte die Patronatsfamilie neben der Kanzel ihren Sitz. Für die Frauen waren die Bänke im Kirchenschiff vorgesehen. Jeder Bauernhof bekam eine ganze Bank, während zwei Kötnerfamilien in einer Bank saßen.
Die heutige Orgel wurde 1868 von den Gebrüdern Furtwängler aus Elze gebaut und in den barocken Orgelprospekt von 1697 eingefügt. Das Orgelwerk erhielt 1937 eine Klangverbesserung durch den Orgelbaumeister A. Faber, Salzhemmendorf. Der Orgelbaumeister Hermann Hillebrand aus Altwarmbüchen sorgte 1952 für eine Neuintonation der Orgel. Die romantische Disposition der Furtwänglerorgel wurde dabei durch eine barocke Disposition ersetzt. Dadurch erhielt die Orgelmusik von Johann Sebastian Bach beim Orgelspiel ihren ursprünglichen spätbarocken Klang. Zum 100-jährigen Jubiläum der Furtwänglerorgel am 3. Advent 1968 führte die Firma Hermann Hillebrand eine gründliche Erneuerung des Werkes und der Mechanik durch. Im Jahr 1973 baute die Firma Hermann Hillebrand einen neuen Gebläsemotor für den Blasebalg der Orgel ein. Die Stimmung der Orgel wurde von der Firma Hermann Hillebrand durchgeführt, bis sie der Firma Emil Hammer Orgelbau aus Arnum übertragen wurde. Während einer Orgelstimmung stürzte deren Orgelstimmer in das Pfeifenwerk und beschädigte dabei zahlreiche Orgelpfeifen, die bei der Orgelrenovierung im Jahr 2003 von der Firma Hammer wieder hergestellt wurden.
Seit dem Jahr 1953 sind auf der Orgel jahrzehntelang Rundfunkaufnahmen mit Michael Schneider, Eduard Büchsel, Volker Gwinner, Lajos Rowatkay, Rudolf Ewerhart und anderen Organisten aufgezeichnet worden.
Aus der Vorgängerkirche stammen das Epitaph des Jobst Bruno Bock (1596), die beiden Kronleuchter von 1649 und 1716 und der Taufengel aus dem Jahre 1720. Aus der romanischen Kirche stammt ihr Inventar.
Das 19. Jahrhundert brachte der Kirche verschiedene Erneuerungen und Verbesserungen.
Der Kirchturm war 1843 so baufällig, dass die Westwand des Turmes erneuert werden musste. Im Lutherjahr 1883 wurde der Turm vom Bandgesimse an um ein Glockengeschoss erhöht und mit einem Turmhelm versehen. Das geht aus der Inschrift hervor, die sich an der Westseite des Turms befindet. Die Gesamthöhe des Turmes beträgt 38 Meter. Bis 1954 trug der Turmhelm ein Schieferdach, aber im Jahr 1954 wurde der Turmhelm mit Kupferplatten eingedeckt. Zu Beginn des 21. Jahrhunderts bekam der Turm ein Dach aus Schiefer, weil Saurer Regen das Kupferdach durchlöchert hatte.
Bis auf die Glocke von 1510 mussten 1942 die übrigen vier Glocken zum Einschmelzen abgegeben werden, von denen die beiden Glocken, die 1928 in der Radlerschen Glockengießerei in der Windmühlenstraße in Hildesheim gegossen waren, sofort eingeschmolzen wurden. Die Schlagglocke von 1592 und die 1787 umgegossene Glocke von 1600 erhielt die Kirchengemeinde aus dem Sammellager Wilhelmsburg im Jahr 1947 zurück. Wegen des schlechten Klanges der Glocke von 1600 war ein Zusammenläuten dieser Glocke mit der von 1510 nicht möglich. Deshalb hat die Glockengießerei F. W. Schilling, Heidelberg, 1952 zu der Glocke von 1510 drei neue Glocken auf die melodischen Tonfolge b-des-es-f hinzugegossen. Damit hat die Kirchengemeinde nach Aussage des zuständigen Glockenexperten ein Geläut erhalten, das zu den schönsten des Calenberger Landes gehört. Die Glocke von 1787 wurde eingeschmolzen.
Das Kircheninnere ist, nachdem 1855 und 1897 Neuvermalungen vorausgegangen waren, 1956 nach Plänen des Restaurators J. Bohland, Hildesheim, den der Landeskonservator Oskar Karpa aus Hannover empfohlen hatte, renoviert worden und zwar der Kanzelaltar in den Farben des Jahres 1770.
In den Chorfenstern aus mundgeblasenem Glas befindet sich links ein bleiverglastes Fenster mit dem Wappen der Patronatsfamilie Bock von Wülfingen und rechts ein bleiverglastes Fenster mit der Darstellung von Maria mit dem Jesuskind, das an den Namen der Marienkirche erinnert. Diese bleiverglasten Fenster sind Geschenke des damaligen Patrons Detlef Bock von Wülfingen (1895–1984).
Die Kirche blieb bis zum Bau des Mausoleums der Familie Bock von Wülfingen die Begräbniskirche der Patronatsfamilie Bock von Wülfingen. Nach dem Bau des Mausoleums wurden die Begräbnisstätten in den Grüften unter der Kirche und unter dem Turm eingeebnet. Nur die Gruft der Elzer Linie blieb bestehen; sie befindet sich mit ihren Särgen unter dem Chor der Kirche und ist von außen zugänglich.
Der Raum unter dem Turm, der früher als Gruft für Särge der Familie Bock von Wülfingen benutzt worden war, wurde im Jahr 1950 zur Leichenhalle von Wülfingen umgewidmet. Im Jahr 1973 ist der Raum vom Kirchenvorstand renoviert worden; seitdem hängt das Turmkreuz, das bis 1954 auf der Turmspitze gestanden hatte, an der Südwand des Raumes. In diesem Abschiedsraum kann der Sarg bis zur Trauerfeier vor dem Kreuz aufgebahrt werden, falls er nicht Kühlung in einem Kühlraum benötigt. Vor dem Sarg können Angehörige Abschied nehmen von dem Toten. Die christliche Trauerfeier findet in der Marienkirche statt.

## Romanischer Taufstein, barocker Taufengel und Taufständer im Rokokostil
Der romanische Taufstein trägt noch sein Weihekreuz. Zur Taufe wurde der Taufstein in der romanischen Kirche mit Wasser gefüllt, damit das Kind bei der Taufe drei Mal im Wasser untergetaucht werden konnte. Der Taufstein stand später im Pfarrgarten und wurde nach dem Verkauf des Pfarrhauses neben dem Eingang zum Turm aufgestellt. Um das Jahr 1980 wurde der Taufstein wieder im Chor der Kirche aufgestellt.
Der 120 Zentimeter große weibliche Taufengel wurde gemäß dem Eintrag des Pastors Ernst Daniel Hogrefe in dem Pfarrlagerbuch von Wülfingen 1720 zum Preis von 19 Reichstalern von Gemeindegliedern und dem Schatzrat und Patron Georg Wilhelm Bock von Wülfingen gekauft und der Marienkirche geschenkt. Der Taufengel hing von 1720 bis 1769 in der 1501 erbauten Renaissancekirche neben dem Altar und hielt während der Taufe eine mit Wasser gefüllte Taufschale in der Hand. Nach dem Bau der Rokoko-Kirche in Wülfingen stand der Taufengel von Weihnachten 1771 bis zum Jahr 1956 oben auf dem 1697 erbauten barocken Orgelprospekt. Der Taufengel erhielt dazu eine farbige Bemalung, die zu der Farbgebung des barocken Orgelprospektes passte.
Der Taufengel wurde in der Rokoko-Kirche bei Taufen nämlich nicht benötigt, weil ein Taufständer im Rokokostil angefertigt worden war, auf dem die mit Taufwasser gefüllte Taufschale bis zum Ende des 20. Jahrhunderts bei Taufen bereitstand. Während der Renovierung der Kirche im Jahr 1956 holte der Restaurator J. Bohland aus Hildesheim den Taufengel von dem Orgelprospekt herunter und befestigte ihn im Chor der Kirche an der Brüstung der Empore. Dort schwebte der Taufengel über den Bänken, auf denen die Taufgesellschaft bei Taufen ihren Platz hatte.
Zu Beginn des 21. Jahrhunderts erhielt der Taufengel eine neue Farbgebung. Dann wurde er über dem romanischen Taufstein aufgehängt. Bei der Taufe liegt auf seiner Hand eine kleine Taufschale.

## Die beiden Sonnenuhren von Wülfingen

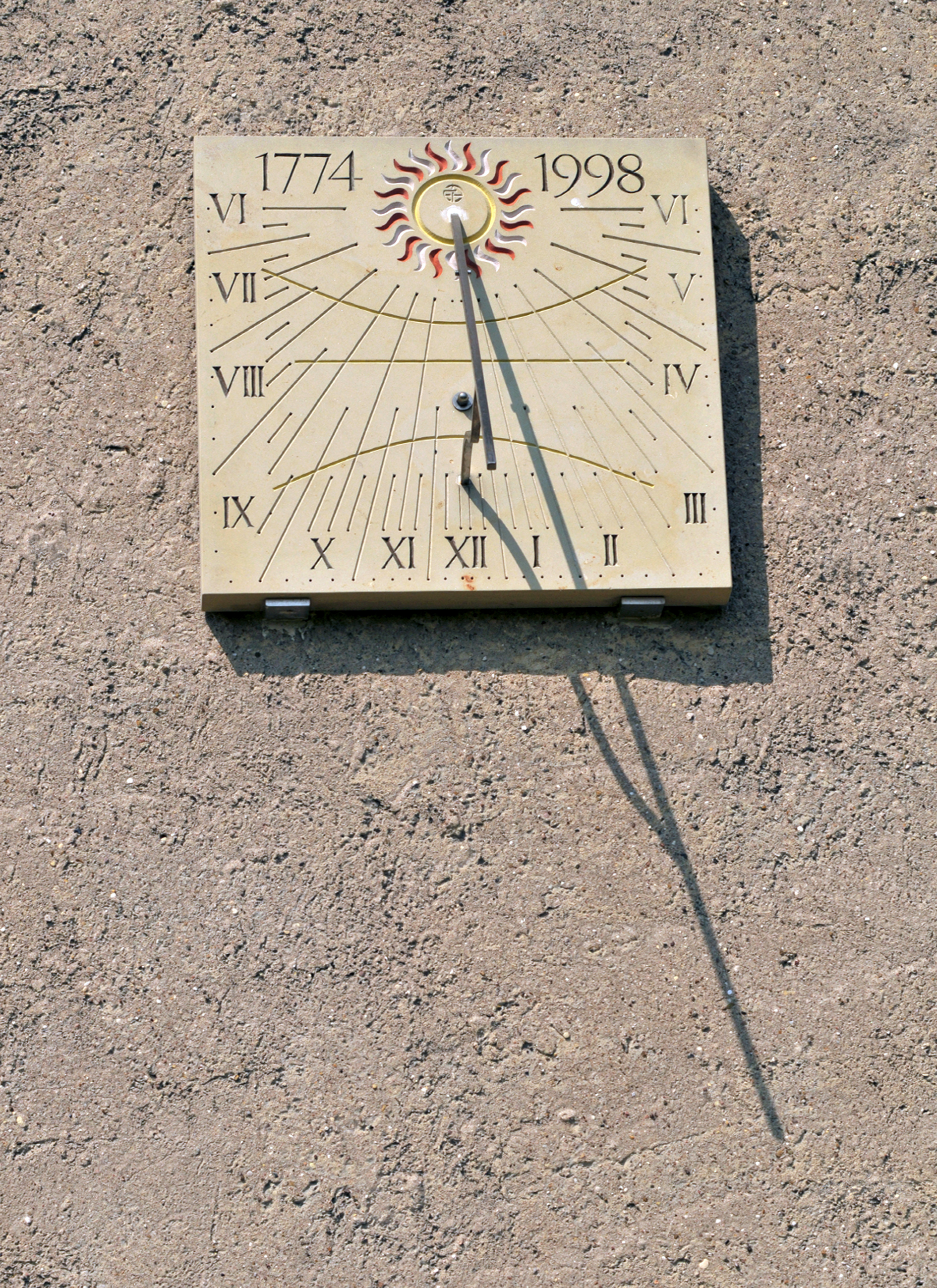
Vertikal-Sonnenuhr mit Polstab von Erich Pollähne.

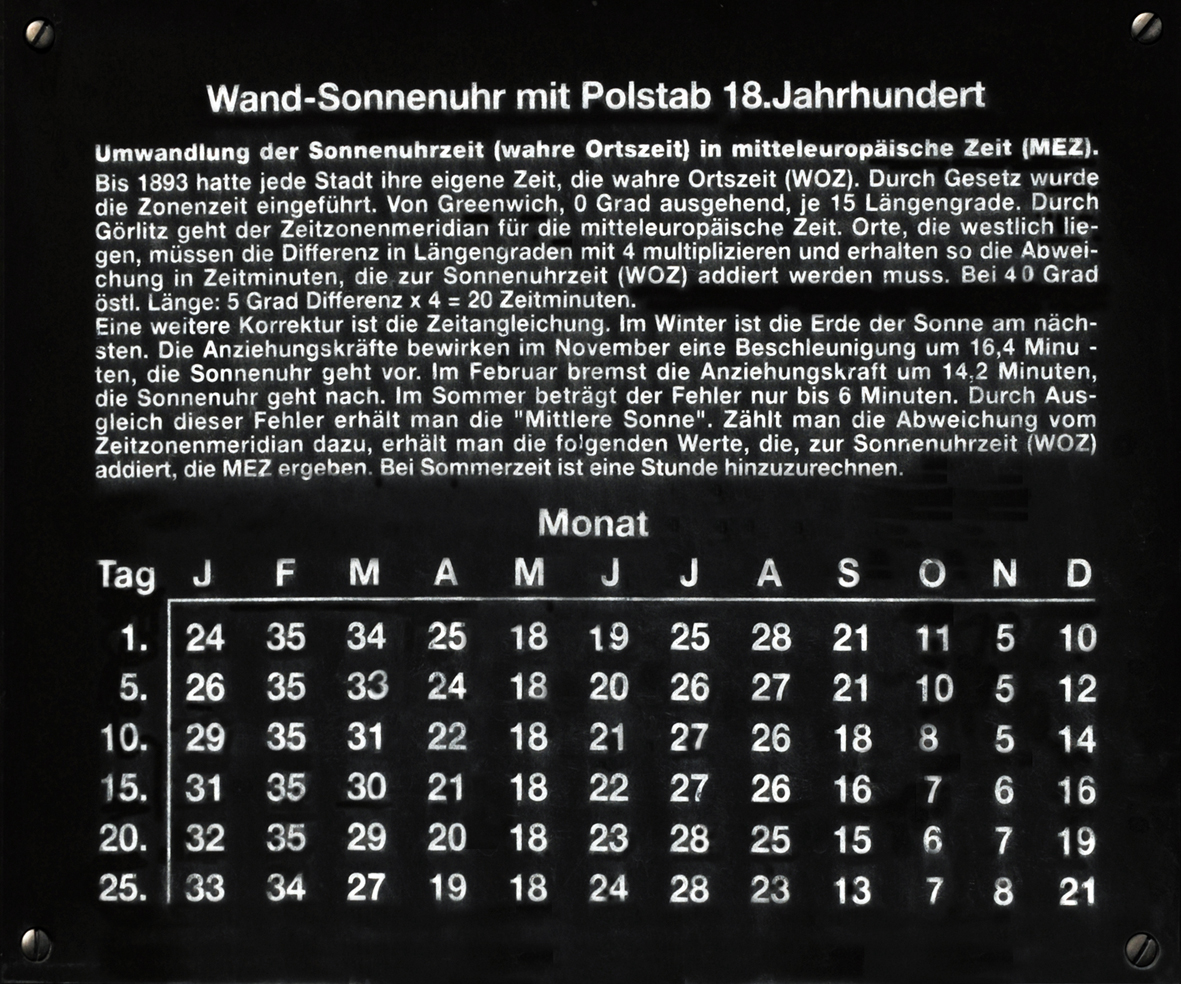
Erläuterungen zum Gebrauch der Sonnenuhr.

Außen an der Südwand der Marienkirche befinden sich in der Nähe der Eingangstür zwei Sonnenuhren. Die obere Sonnenuhr stammt vermutlich aus dem Jahr 1774, während die untere Sonnenuhr im Jahr 1998 von Erich Pollähne gebaut und an der Kirchenwand angebracht wurde.
Die obere rote Sonnenuhr wurde vermutlich von einem Mitglied der Familie Bock von Wülfingen 1774 nach der Fertigstellung der Marienkirche in Gibraltar gekauft und anschließend an der Westwand der Marienkirche angebracht. Der Käufer hatte offenbar keine Kenntnis von Sonnenuhren und erlebte in Wülfingen eine große Überraschung: die Sonnenuhr ging in Wülfingen falsch.
Die in Gibraltar gekaufte Sonnenuhr kann die Ortszeit von Wülfingen niemals anzeigen, da sie nicht für den durch Wülfingen verlaufenden 52. Breitengrad berechnet ist. Sie kann nur in Gibraltar auf dem 36. Breitengrad als Vertikaluhr oder in Hamburg auf dem 54. Breitengrad als Horizontrealuhr eingesetzt werden. Deshalb wurde seinerzeit von der Familie Bock von Wülfingen der Polstab, der den Schatten für die Uhrzeit auf die Sonnenuhr wirft, entfernt, damit keiner der prominenten Gäste der Familie Bock von Wülfingen die Blamage des Fehlkaufes bemerken konnte.
Die untere Sonnenuhr wurde im Jahr 1998 von Erich Pollähne gebaut. Er gehört zu den bedeutendsten deutschen Sonnenuhren-Erbauern der Moderne. Die Sonnenuhr wurde von ihm auf den 52. Breitengrad berechnet und zeigt die wahre Ortszeit von Wülfingen an. Sie ist eine Vertikaluhr aus Obernkirchener Sandstein im Format 60 × 60 cm mit einem Schattenstab aus Edelstahl. Der Schattenstab steht parallel zur Erdachse, die durch den Südpol und den Nordpol verläuft. Er wirft einen zehn Millimeter breiten Schatten auf die Skala der Sonnenuhr. Die Uhrzeit wird bis 12 Uhr an der linken Kante des Schattens und nach 12 Uhr an der rechten Kante des Schattens abgelesen. Die Linien der Sonnenuhr sind auf Viertelstunden ausgelegt. Die Endpunkte der Linien wurden für den Fall einer Restaurierung eingebohrt. Die vollen Stunden sind in römischen Zahlen angegeben, die in Steinmetzarbeit eingeschlagen und vergoldet wurden. Sie zeigen die wahre Ortszeit an. Außerdem enthält die Sonnenuhr das Sonnensymbol und Messlinien für die Tagundnachtgleiche, die Wintersonnenwende und die Sommersonnenwende. Die Sonne und die Sonnenwendlinien wurden in den Sandstein eingeschlagen und anschließend farbig ausgelegt.
Unter der Sonnenuhr befindet sich eine schwarze Wandtafel mit Erläuterungen darüber, wie die auf der Sonnenuhr abgelesene wahre Ortszeit in die auf der Kirchenuhr angezeigte Mitteleuropäische Zeit und die Sommerzeit umgerechnet werden kann. Die Tafel enthält Minutenangaben für die Korrektur der Zeitgleichung und der Abweichung zum Zeitzonenmeridian, die zu der abgelesenen Zeit addiert werden müssen, um die Mitteleuropäische Zeit zu errechnen. Während der Sommerzeit muss dazu eine Stunde hinzugefügt werden.
Die Überschrift dieser Wandtafel "Wand-Sonnenuhr mit Polstab 18. Jahrhundert" weist darauf hin, dass die neue Sonnenuhr im Jahr 1998 so gebaut wurde, wie man sie nach dem Bau dieser Kirche im 18. Jahrhundert im Jahr 1774 angefertigt hätte. Daran erinnern auch die beiden Jahreszahlen, die auf der Sonnenuhr angebracht wurden: 1774 als wahrscheinliches Kaufjahr der ersten Sonnenuhr und 1998 als Erbauungsjahr der zweiten Sonnenuhr.

### Gedenkstätte am Kirchturm

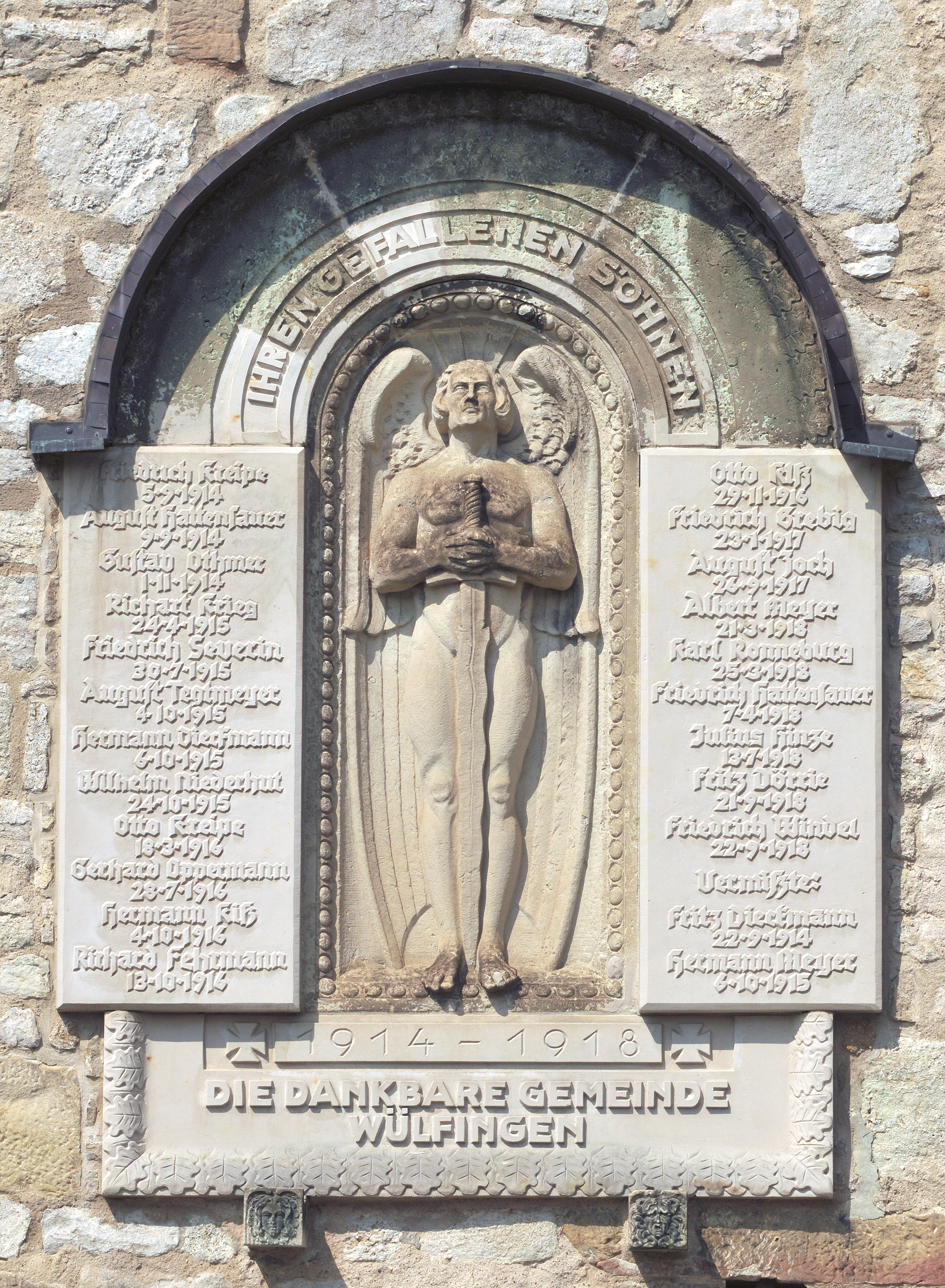
Gedenktafel für die Gefallenen und Vermissten des Ersten Weltkrieges von Wülfingen.

An der Südseite des Kirchturmes liegt die Gedenkstätte für die Gefallenen und Vermissten der beiden Weltkriege. Die Gedenktafel zum Ersten Weltkrieg befindet sich an der Wand des Kirchturms, davor liegt der Gedenkstein zum Zweiten Weltkrieg. Daneben steht eine Bank für die Hinterbliebenen.
Die Gedenktafel für die Gefallenen und Vermissten des Ersten Weltkrieges wurde im Februar 1921 beschlossen. Sie wurde vom Bildhauer Küsthardt aus Hannover geschaffen und am Reformationstag, den 31. Oktober 1921, eingeweiht. Sie zeigt den Cherub mit dem flammenden blitzenden Schwert am Eingang des Paradieses, der den Zugang zu dem Baum des Lebens bewacht. (Gen 3,24 )
Im Jahr 2001 wurde die Gedenktafel vom Steinmetzmeister Willi Lohse aus Elze restauriert und vom Dachdeckermeister Heinrich Diehe aus Wülfingen mit einer Abdeckung versehen. Ebenfalls im Jahre 2001 wurde der Gedenkstein für die Gefallenen und Vermissten des Zweiten Weltkrieges gereinigt und vor der Gedenktafel aufgestellt. Die Einweihung der renovierten Gedenkstätte geschah in einer Gedenkstunde am 19. Mai 2001.